# Lotteria Italia

Il logo della Lotteria Italia

La Lotteria Italia (un tempo nota anche come Lotteria di Capodanno) è la lotteria nazionale italiana, abbinata di anno in anno ad una delle più popolari trasmissioni televisive della Rai, e trasmessa su Rai 1. Dal 2011, con la soppressione della Lotteria di Sanremo, al 2015, quando nacque la Lotteria Premio Louis Braille, e poi di nuovo dal 2018, è l'unica lotteria nazionale italiana ancora in vigore (fino agli anni novanta si contavano ben 13 lotterie nazionali in Italia).

## Descrizione
La Lotteria Italia, che mette in palio premi di varia portata (dalle poche migliaia alle molte centinaia di migliaia di euro), è sovente abbinata alle più importanti trasmissioni televisive italiane: spesso a tale scopo vengono ingaggiati tra i più noti presentatori (come Gianni Morandi, Paolo Bonolis ecc.) e grandi ospiti, tra cui la celebre Shakira che partecipò al programma della Lotteria Uno di noi nel 2002.
L'estrazione dei premi vincenti si effettua annualmente il 6 gennaio. I premi si dividono in fasce o categorie, di importo variabile a seconda dell'edizione. Solitamente, il 6 gennaio vengono estratti cinque biglietti vincenti, corrispondenti alle cifre più alte messe in palio. Dal 2006 il primo premio della Lotteria Italia è di 5 milioni di euro, seguito da vari altri importi variabili di anno in anno. Attualmente (2023) il secondo premio vale 2 milioni e mezzo di euro, 2 milioni il terzo, 1,5 milioni il quarto e un milione di euro il quinto. 
il record di biglietti venduti in un anno appartiene all'edizione del 1988, con oltre 37 milioni di tagliandi.
Dal 1998 ci sono anche premi istantanei paralleli, sul modello del gratta e vinci.

## Evoluzione dei premi
| Periodo       | Costo del biglietto | Primo premio        | Primo premio / Costo biglietto |
| ------------- | ------------------- | ------------------- | ------------------------------ |
| 1957-1960     | 500 lire            | 100.000.000 lire    | 200.000                        |
| 1961-1973     | 500 lire            | 150.000.000 lire    | 300.000                        |
| 1974-1977     | 1.000 lire          | 200.000.000 lire    | 200.000                        |
| 1978-1980     | 1.000 lire          | 300.000.000 lire    | 300.000                        |
| 1981-1982     | 1.000 lire          | 500.000.000 lire    | 500.000                        |
| 1983-1985     | 2.000 lire          | 500.000.000 lire    | 250.000                        |
| 1986          | 3.000 lire          | 1.000.000.000 lire  | 333.333                        |
| 1987          | 4.000 lire          | 2.000.000.000 lire  | 500.000                        |
| 1988-1989     | 4.000 lire          | 3.000.000.000 lire  | 750.000                        |
| 1990-1997     | 5.000 lire          | 5.000.000.000 lire  | 1.000.000                      |
| 1998-2000     | 5.000 lire          | 10.000.000.000 lire | 2.000.000                      |
| 2001          | 2,58 euro           | 5.000.000 euro      | 1.937.984                      |
| 2002          | 3 euro              | 5.000.000 euro      | 1.666.667                      |
| 2003          | 3 euro              | 6.000.000 euro      | 2.000.000                      |
| 2004-2005     | 3 euro              | 5.000.000 euro      | 1.666.667                      |
| 2006-in corso | 5 euro              | 5.000.000 euro      | 1.000.000                      |

## Cronologia
- 1956: Le canzoni della fortuna è la prima trasmissione abbinata all'allora Lotteria di Capodanno;
- 1973: Per la prima volta la Lotteria Italia si trasferisce alla domenica pomeriggio, in seguito allo spostamento di Canzonissima dal sabato sera;
- 1977: Secondo voi è il primo programma abbinato alla Lotteria Italia trasmesso a colori;
- 1979: Prima edizione del varietà Fantastico, che segna il ritorno della Lotteria Italia al sabato sera;
- 1988: Record di vendite dei biglietti della Lotteria Italia (37,4 milioni di tagliandi);
- 2004: La Lotteria Italia lascia nuovamente il sabato sera e va in onda il mercoledì sera con ottimi ascolti;
- 2009: Le vendite in quest'edizione subiscono un crollo del 37% (11,6 milioni di biglietti acquistati contro i 18,5 dell'anno prima);
- 2011: Dopo molti anni la Lotteria Italia lascia la prima serata e passa a La prova del cuoco. Per la prima volta, viene abbinata ad un programma del day-time in onda dal lunedì al sabato con una puntata speciale in prima serata per la consueta estrazione dei biglietti vincenti del 6 gennaio. Record negativo delle vendite dei biglietti della Lotteria Italia (poco più di 8 milioni i tagliandi venduti);
- 2012: Nuovo record negativo delle vendite dei biglietti della Lotteria ad appena 6,8 milioni i tagliandi venduti, -13% rispetto all'anno precedente;
- 2013: Si registra un'inversione di tendenza nelle vendite: 7,7 milioni di biglietti acquistati (aumento del +10% rispetto alla precedente edizione);
- 2014: Sono stati venduti 7.656.840 biglietti per una raccolta complessiva di 38.284.200 euro (simile alla precedente edizione);
- 2015: Nonostante l'iniziale abbinamento a La prova del cuoco, la Rai il 20 novembre 2015, ha improvvisamente deciso di affidare la serata dell'estrazione non più al cooking show del mezzogiorno (che continuerà ad occuparsi della lotteria per il daytime), bensì al game show dell'access prime time, quest'ultimo già abbinato alla Lotteria Italia nel 2004 e nel 2009. Vengono venduti 8,7 milioni di biglietti, con un incremento di un milione rispetto all'anno precedente;
- 2016: All'interno de La prova del cuoco sono sorteggiati i premi relativi al daytime, mentre Affari tuoi ha ospitato l'estrazione finale dei premi, la sera del 6 gennaio. I biglietti venduti sono 8,8 milioni, con un incremento dell'1,3% rispetto all'edizione precedente;
- 2017: All'interno de La prova del cuoco come gli anni precedenti sono sorteggiati i premi relativi al daytime, mentre il game show di Amadeus Soliti ignoti ospita l'estrazione finale dei premi, la sera del 6 gennaio 2018. I biglietti venduti sono stati 8.603.900, con un calo del 2,8% rispetto all'edizione precedente;
- 2018: Il programma torna ad essere abbinato ad un solo programma (non accadeva dal 2014). Le estrazione avverranno all'interno di ogni puntata del programma abbinato, in onda, dal lunedì al sabato. I biglietti venduti sono stati 6,9 milioni con un calo di 1,7 milioni rispetto all'edizione precedente;
- 2019: Nuovo record negativo delle vendite dei biglietti della Lotteria ad appena 6,7 milioni, con un calo del 3,4% rispetto all'edizione precedente.
- 2020: Nuovo record negativo delle vendite dei biglietti della Lotteria ad appena 4,7 milioni, con un calo netto del 30% rispetto all'edizione precedente.[4]

## Trasmissioni abbinate
| Anno | Trasmissione serale                          | Trasmissione giornaliera/settimanale                                  | Trasmissione giornaliera/settimanale                                  | Inviato dai Monopoli | Biglietti venduti (circa) |
| ---- | -------------------------------------------- | --------------------------------------------------------------------- | --------------------------------------------------------------------- | -------------------- | ------------------------- |
| 1956 | Le canzoni della fortuna                     | -                                                                     | -                                                                     | N.D.                 | N.D.                      |
| 1957 | Voci e volti della fortuna                   | -                                                                     | -                                                                     | N.D.                 | N.D.                      |
| 1958 | Canzonissima                                 | -                                                                     | -                                                                     | N.D.                 | N.D.                      |
| 1959 | Canzonissima                                 | -                                                                     | -                                                                     | N.D.                 | N.D.                      |
| 1960 | Canzonissima                                 | -                                                                     | -                                                                     | N.D.                 | N.D.                      |
| 1961 | Canzonissima                                 | -                                                                     | -                                                                     | N.D.                 | N.D.                      |
| 1962 | Canzonissima                                 | -                                                                     | -                                                                     | N.D.                 | N.D.                      |
| 1963 | Gran premio                                  | -                                                                     | -                                                                     | N.D.                 | N.D.                      |
| 1964 | Napoli contro tutti                          | -                                                                     | -                                                                     | N.D.                 | N.D.                      |
| 1965 | La prova del nove                            | -                                                                     | -                                                                     | N.D.                 | N.D.                      |
| 1966 | Scala reale                                  | -                                                                     | -                                                                     | N.D.                 | N.D.                      |
| 1967 | Partitissima                                 | -                                                                     | -                                                                     | N.D.                 | N.D.                      |
| 1968 | Canzonissima                                 | -                                                                     | -                                                                     | N.D.                 | N.D.                      |
| 1969 | Canzonissima                                 | -                                                                     | -                                                                     | N.D.                 | N.D.                      |
| 1970 | Canzonissima                                 | Canzonissima il giorno dopo                                           | Canzonissima il giorno dopo                                           | N.D.                 | N.D.                      |
| 1971 | Canzonissima                                 | Canzonissima il giorno dopo                                           | Canzonissima il giorno dopo                                           | N.D.                 | N.D.                      |
| 1972 | Canzonissima                                 | Canzonissima il giorno dopo                                           | Canzonissima il giorno dopo                                           | N.D.                 | N.D.                      |
| 1973 | Canzonissima                                 | Canzonissima - Anteprima                                              | Canzonissima - Anteprima                                              | N.D.                 | N.D.                      |
| 1974 | Canzonissima                                 | Canzonissima - Anteprima                                              | Canzonissima - Anteprima                                              | N.D.                 | N.D.                      |
| 1975 | Un colpo di fortuna                          | Un colpo di fortuna - Anteprima                                       | Un colpo di fortuna - Anteprima                                       | N.D.                 | N.D.                      |
| 1976 | Chi?                                         | Uno dei tre (all'interno di Domenica in)                              | Uno dei tre (all'interno di Domenica in)                              | N.D.                 | N.D.                      |
| 1977 | Secondo voi                                  | Secondo voi - Anteprima (all'interno di Domenica in)                  | Secondo voi - Anteprima (all'interno di Domenica in)                  | N.D.                 | N.D.                      |
| 1978 | Io e la Befana                               | Io e la Befana - Anteprima (all'interno di Domenica in)               | Io e la Befana - Anteprima (all'interno di Domenica in)               | Maria Giovanna Elmi  | 9.500.000                 |
| 1979 | Fantastico                                   | Bis - Portafortuna della Lotteria Italia (all'interno di Domenica in) | Bis - Portafortuna della Lotteria Italia (all'interno di Domenica in) | Rosanna Vaudetti     | 13.000.000                |
| 1980 | Scacco matto                                 | Fuori due (all'interno di Domenica in)                                | Fuori due (all'interno di Domenica in)                                | Rosanna Vaudetti     | 14.600.000                |
| 1981 | Fantastico                                   | Fantastico bis (all'interno di Domenica in)                           | Fantastico bis (all'interno di Domenica in)                           | Rosanna Vaudetti     | 22.400.000                |
| 1982 | Fantastico                                   | Fantastico bis (all'interno di Domenica in)                           | Fantastico bis (all'interno di Domenica in)                           | Rosanna Vaudetti     | 24.200.000                |
| 1983 | Fantastico                                   | Fantastico bis (all'interno di Domenica in)                           | Fantastico bis (all'interno di Domenica in)                           | Rosanna Vaudetti     | 16.400.000                |
| 1984 | Fantastico                                   | Fantastico bis (all'interno di Domenica in)                           | Fantastico bis (all'interno di Domenica in)                           | N.D.                 | 15.900.000                |
| 1985 | Fantastico                                   | Fantastico bis (all'interno di Domenica in)                           | Fantastico bis (all'interno di Domenica in)                           | N.D.                 | 21.800.000                |
| 1986 | Fantastico                                   | Ottantasei                                                            | Ottantasei                                                            | N.D.                 | 33.600.000                |
| 1987 | Fantastico                                   | Fantasticotto                                                         | Fantasticotto                                                         | N.D.                 | 29.300.000                |
| 1988 | Fantastico                                   | Fantastico bis                                                        | Fantastico bis                                                        | N.D.                 | 37.400.000                |
| 1989 | Fantastico                                   | Fantastico bis                                                        | Fantastico bis                                                        | N.D.                 | 33.000.000                |
| 1990 | Fantastico                                   | Fantastico bis                                                        | Fantastico bis                                                        | N.D.                 | 25.800.000                |
| 1991 | Fantastico                                   | Fantastico bis                                                        | Fantastico bis                                                        | N.D.                 | 25.200.000                |
| 1992 | Scommettiamo che...?                         | Prove e Provini a Scommettiamo che...?                                | Prove e Provini a Scommettiamo che...?                                | N.D.                 | 24.900.000                |
| 1993 | Scommettiamo che...?                         | Prove e Provini a Scommettiamo che...?                                | Prove e Provini a Scommettiamo che...?                                | N.D.                 | 26.400.000                |
| 1994 | Scommettiamo che...?                         | Prove e Provini a Scommettiamo che...?                                | Prove e Provini a Scommettiamo che...?                                | Pino Caruso          | 28.900.000                |
| 1995 | Scommettiamo che...?                         | Prove e Provini a Scommettiamo che...?                                | Prove e Provini a Scommettiamo che...?                                | Massimo Giletti      | 32.000.000                |
| 1996 | Carràmba! Che sorpresa                       | 40' con Raffaella                                                     | 40' con Raffaella                                                     | Leo Gullotta         | 31.900.000                |
| 1997 | Fantastico                                   | Fantastico più                                                        | Fantastico più                                                        | Carlo Conti          | 19.200.000                |
| 1998 | Carràmba! Che fortuna                        | Centoventitré                                                         | Centoventitré                                                         | N.D.                 | 25.000.000                |
| 1999 | Carràmba! Che fortuna                        | I Fantastici di Raffaella                                             | I Fantastici di Raffaella                                             | Walter Santillo      | 28.000.000                |
| 2000 | Carràmba! Che fortuna                        | -                                                                     | -                                                                     | Paola Saluzzi        | 24.900.000                |
| 2001 | Torno sabato - La lotteria                   | -                                                                     | -                                                                     | Paola Saluzzi        | 17.800.000                |
| 2002 | Uno di noi                                   | -                                                                     | -                                                                     | Stefania Orlando     | 17.900.000                |
| 2003 | Torno sabato...e tre                         | Piazza Grande                                                         | In famiglia                                                           | Stefania Orlando     | 16.400.000                |
| 2004 | Affari tuoi - La Lotteria                    | Affari tuoi                                                           | Affari tuoi                                                           | Cristina Chiabotto   | 18.600.000                |
| 2005 | Ballando con le stelle                       | La vita in diretta                                                    | La vita in diretta                                                    | Arianna Ciampoli     | 15.200.000                |
| 2006 | Ballando con le stelle                       | La vita in diretta                                                    | La vita in diretta                                                    | N.D.                 | 15.700.000                |
| 2007 | Il treno dei desideri                        | La prova del cuoco                                                    | La prova del cuoco                                                    | N.D.                 | 16.400.000                |
| 2008 | Carràmba! Che fortuna                        | Festa italiana                                                        | Festa italiana                                                        | Walter Santillo      | 18.500.000                |
| 2009 | Affari Tuoi - Speciale per due - La Lotteria | Unomattina                                                            | Unomattina                                                            | Elisa Isoardi        | 11.600.000                |
| 2010 | I migliori anni                              | Unomattina                                                            | L'eredità                                                             | N.D.                 | 9.600.000                 |
| 2011 | La prova del cuoco                           | La prova del cuoco                                                    | La prova del cuoco                                                    | Marco Di Buono       | 8.000.000                 |
| 2012 | La prova del cuoco                           | La prova del cuoco                                                    | La prova del cuoco                                                    | Marco Di Buono       | 6.800.000                 |
| 2013 | La prova del cuoco                           | La prova del cuoco                                                    | La prova del cuoco                                                    | Marco Di Buono       | 7.700.000                 |
| 2014 | La prova del cuoco                           | La prova del cuoco                                                    | La prova del cuoco                                                    | Marco Di Buono       | 7.600.000                 |
| 2015 | Affari tuoi                                  | La prova del cuoco                                                    | La prova del cuoco                                                    | Marco Di Buono       | 8.700.000                 |
| 2016 | Affari tuoi                                  | La prova del cuoco                                                    | La prova del cuoco                                                    | Marco Di Buono       | 8.800.000                 |
| 2017 | Soliti ignoti                                | La prova del cuoco                                                    | La prova del cuoco                                                    | Marco Di Buono       | 8.600.000                 |
| 2018 | Soliti ignoti                                | Soliti ignoti                                                         | Soliti ignoti                                                         | Marco Di Buono       | 6.900.000                 |
| 2019 | Soliti ignoti                                | Soliti ignoti                                                         | Soliti ignoti                                                         | Marco Di Buono       | 6.700.000                 |
| 2020 | Soliti ignoti                                | Soliti ignoti                                                         | Soliti ignoti                                                         | Marco Di Buono       | 4.700.000                 |
| 2021 | Soliti ignoti                                | Soliti ignoti                                                         | Soliti ignoti                                                         | Marco Di Buono       | 6.359.771                 |
| 2022 | Soliti ignoti                                | È sempre mezzogiorno!                                                 | È sempre mezzogiorno!                                                 | Marco Di Buono       | 6.013.665                 |
| 2023 | Affari tuoi                                  | Affari tuoi                                                           | Affari tuoi                                                           | Marco Di Buono       | 6.703.526                 |
| 2024 | Affari tuoi                                  | Affari tuoi                                                           | Affari tuoi                                                           | Marco Di Buono       | 8.650.000                 |

## Statistiche

### Programmi più abbinati
Nel corso dei decenni, sono state complessivamente 32 le trasmissioni abbinate almeno una volta alla Lotteria Italia. Fantastico è il programma più abbinato in assoluto, con ben 13 edizioni. Con una edizione in meno troviamo Canzonissima, seguita da La prova del cuoco con 8 edizioni. 
Gli altri programmi abbinati più di una volta alla Lotteria sono Soliti ignoti e Affari tuoi (6 edizioni), Carràmba! Che sorpresa/Che fortuna (5 edizioni), Scommettiamo che...? (4 edizioni), La vita in diretta, Torno sabato e Ballando con le stelle (2 edizioni). 
| Edizioni | Programma                          | Anni                                                                         |
| -------- | ---------------------------------- | ---------------------------------------------------------------------------- |
| 13       | Fantastico                         | 1979, 1981, 1982, 1983, 1984, 1985, 1986, 1987, 1988, 1989, 1990, 1991, 1997 |
| 12       | Canzonissima                       | 1958, 1959, 1960, 1961, 1962, 1968, 1969, 1970, 1971, 1972, 1973, 1974       |
| 8        | La prova del cuoco                 | 2007, 2011, 2012, 2013, 2014, 2015, 2016, 2017                               |
| 6        | Soliti ignoti                      | 2017, 2018, 2019, 2020, 2021, 2022                                           |
| 6        | Affari tuoi                        | 2004, 2009, 2015, 2016, 2023, 2024                                           |
| 5        | Carràmba! Che sorpresa/Che fortuna | 1996, 1998, 1999, 2000, 2008                                                 |
| 4        | Scommettiamo che...?               | 1992, 1993, 1994, 1995                                                       |
| 2        | Ballando con le stelle             | 2005, 2006                                                                   |
| 2        | La vita in diretta                 | 2005, 2006                                                                   |
| 2        | Torno sabato                       | 2001, 2003                                                                   |

### Conduttori più presenti
Raffaella Carrà è stata la conduttrice più presente, con 10 conduzioni abbinate alla Lotteria Italia.
Al secondo posto troviamo Pippo Baudo e Antonella Clerici, con 9 conduzioni a testa. Sul gradino più basso Milly Carlucci e Amadeus, con 7 conduzioni. 
| N° ed | Conduttore          | Anni                                                       |
| ----- | ------------------- | ---------------------------------------------------------- |
| 10    | Raffaella Carrà     | 1970, 1971, 1974, 1982, 1991, 1996, 1998, 1999, 2000, 2008 |
| 9     | Pippo Baudo         | 1972, 1973, 1975, 1976, 1977, 1984, 1985, 1986, 1990       |
| 9     | Antonella Clerici   | 2007, 2011, 2012, 2013, 2014, 2015, 2016, 2017, 2022       |
| 7     | Milly Carlucci      | 1992, 1993, 1994, 1995, 1997, 2005, 2006                   |
| 7     | Amadeus             | 2017, 2018, 2019, 2020, 2021, 2022, 2023                   |
| 5     | Corrado             | 1962, 1965, 1970, 1971, 1982                               |
| 5     | Heather Parisi      | 1979, 1981, 1983, 1984, 1987                               |
| 4     | Walter Chiari       | 1958, 1965, 1968, 1981                                     |
| 4     | Fabrizio Frizzi     | 1992, 1993, 1994, 1995                                     |
| 4     | Paolo Belli         | 2001, 2003, 2005, 2006                                     |
| 3     | Paolo Panelli       | 1959, 1963, 1968                                           |
| 3     | Sandra Mondaini     | 1961, 1962, 1978                                           |
| 3     | Beppe Grillo        | 1977, 1979, 1985                                           |
| 3     | Lorella Cuccarini   | 1985, 1986, 2002                                           |
| 3     | Anna Oxa            | 1988, 1989, 2001                                           |
| 2     | Lauretta Masiero    | 1960, 1963                                                 |
| 2     | Johnny Dorelli      | 1969, 1991                                                 |
| 2     | Raimondo Vianello   | 1969, 1978                                                 |
| 2     | Loretta Goggi       | 1972, 1979                                                 |
| 2     | Jinny Steffan       | 1977, 1984                                                 |
| 2     | Claudio Cecchetto   | 1980, 1981                                                 |
| 2     | Alberto Giubilo     | 1979, 1981                                                 |
| 2     | Gigi Sabani         | 1981, 1982                                                 |
| 2     | Alessandra Martines | 1986, 1989                                                 |
| 2     | Marisa Laurito      | 1987, 1990                                                 |
| 2     | Enrico Montesano    | 1988, 1997                                                 |
| 2     | Giancarlo Magalli   | 1989, 1997                                                 |
| 2     | Tosca D'Aquino      | 2001, 2003                                                 |
| 2     | Giorgio Panariello  | 2001, 2003                                                 |
| 2     | Flavio Insinna      | 2015, 2016                                                 |